# Tetraetilestanho
Tetraetilestanho  é um composto químico de fórmula  C8H20Sn e estrutura molecular (CH3CH2)4Sn, ou seja, um átomo de estanho ligado a quatro grupos etil. É um importante exemplo de composto organoestanho, abreviado como TET (tetraethyltin).
Tetraetilestanho é um líquido inflamável incolor, solúvel em éter dietílico e insolúvel em água, que congela a  -112°C e ferve a 181°C. Ele é usado na indústria eletrônica.
Tetraetilestanho pode ser obtido reagindo-se brometo de etilmagnésio como cloreto de estanho (IV):
SnCl4 + 4 (C2H5)MgBr → (CH3CH2)4Sn + 4 MgBrCl
Reações semelhantes podem ser usada para se obter tetra-n-propilestanho e tetra-n-butilestanho.
Tetraetilestanho é convertido, no corpo, ao trietilestanho, que é mais tóxico.